# Marco d’Aviano
Marco d’Aviano (n. 17 noiembrie 1631, Aviano, Friuli-Veneția Giulia, Italia – d. 13 august 1699, Viena, Monarhia Habsburgică) a fost un călugăr capucin participant la Războiul dintre Liga Sfântă și Imperiul Otoman. Lui D'Aviano i se atribuie inventarea băuturii cappuccino, prin diluarea cafelei cu cremă de lapte. A fost beatificat de papa Ioan Paul al II-lea în anul 2003.

## În film
Actorul F. Murray Abraham a interpretat rolul lui Marco D'Aviano în filmul 11 septembrie 1683.